# Múscul oponent del dit petit del peu
El múscul oponent del dit petit del peu (musculus opponens digiti minimi pedis) és un múscul situat al peu, sota el flexor curt del dit petit, amb el qual sol ser confós.
El múscul oponent del dit petit del peu està situat en un pla més profund al del flexor curt del dit petit. És inconstant i sovint és absent. Les seves insercions posteriors coincideixen amb les del flexor curt (a la beina del peroneal llarg, a l'altura del cuboide, a l'extrem posterior del cinquè metatarsià), però se separa d'ell, després d'un trajecte variable, per inserir-se en els dos terços anteriors de la diàfisi del cinquè metatarsià. Comparteix les relacions del flexor curt, que està situat en un pla més superficial. Com el flexor curt del dit petit, està innervat per una branca procedent del nervi plantar lateral.
La seva acció és igual que la del flexor curt del dit petit: flexionar el dit petit. També té una funció atrofiada que és la que li dona el seu nom, és a dir, oposar el dit, la qual cosa és impossible en el peu humà i és una reminiscència de l'herència evolutiva de la nostra espècie.